# Pumpkin Patch
Pumpkin Patch est une entreprise néo-zélandaise faisant partie de l'indice NZSX50, indice principale de la bourse de Nouvelle-Zélande, le New Zealand Exchange. Fondée en 1990, elle est spécialisée dans l'habillement pour enfants et vend principalement en Nouvelle-Zélande, en Australie, au Royaume-Uni et aux États-Unis.